# Nikita (Dielektorski)
Nikita, imię świeckie Fiodor Pietrowicz Dielektorski (ur. 10 grudnia?/22 grudnia 1876 w Pokrowie, zm. 19 listopada 1937 na poligonie Butowo) – rosyjski biskup i święty prawosławny. 

## Życiorys
Był synem kapłana prawosławnego. W 1897 ukończył seminarium duchowne we Włodzimierzu i podjął pracę katechety. W 1898 ożenił się z Antoniną Fłorinską, córką protoprezbitera służącego w soborze w Aleksandrowie. 3 sierpnia 1898 został wyświęcony na kapłana i podjął służbę duszpasterską jako kapelan w żeńskim monasterze św. Mikołaja w Perejasławiu. W 1907 opuściła go żona. W związku z tym dwa lata później ks. Dielektorski poprosił o zwolnienie z pełnionych funkcji duszpasterskich i został wolnym słuchaczem Moskiewskiej Akademii Duchownej, zaś w 1910 – jej studentem. Pracę kandydacką obronił w 1915. Rok później, na zaproszenie biskupa permskiego i kungurskiego Andronika przeniósł się do Permu, gdzie został proboszczem soboru Świętych Piotra i Pawła w Permie i nauczycielem eparchialnej szkoły dla dziewcząt. W 1919 otrzymał godność protoprezbitera. W tym samym roku zostało rozwiązane jego małżeństwo.  
W 1922 wrócił do Aleksandrowa i został proboszczem soboru Narodzenia Pańskiego w tymże mieście oraz dziekanem parafii w Aleksandrowie. 9 maja 1924 złożył wieczyste śluby mnisze przed metropolitą niżnonowogrodzkim Sergiuszem, przyjmując imię Nikita, po czym został podniesiony do godność archimandryty. 12 maja 1924 został wyświęcony na biskupa bugulemskiego, wikariusza eparchii samarskiej. Po przybyciu do Bugulmy został aresztowany przez OGPU, oskarżony o kontakty z Białymi i po miesiącu zwolniony. W 1925 ponownie spędził w więzieniu półtora miesiąca, z powodu odprawiania nabożeństw bez zezwolenia i wymienianie w ich trakcie imienia patriarchy Tichona.
W 1926 został przeniesiony do eparchii moskiewskiej, jako biskup pomocniczy z tytułem biskupa oriechowo-zujewskiego. Po roku zrezygnował z urzędu. Nadal żył w Oriechowie-Zujewie, w skrajnym ubóstwie. W 1930 został uwięziony i skazany na trzy lata łagru. Po odbyciu wyroku w 1934 wrócił do miejsca dotychczasowego zamieszkania. Ponownie aresztowany 13 października 1937, 17 listopada tego samego roku został skazany na śmierć. Dwa dni później wyrok wykonano przez rozstrzelanie. 